# Компијењска шума
Компијењска шума (француски: Forêt de Compiègne) је велика шума у региону Пикардија у Француској, у близини града Компјењa и приближно 60 km (37 mi) северно од Париза.
Шума је запажена као место примирја између савезника и Немачке које је окончало Први светски рат, 11. новембра 1918. године, као и примирје 22. јуна 1940. године након битке за Француску у Другом светском рату.

## Географија
Компијењска шума је отприлике кружна, пречника око 14 км; има око 93 миље у обиму , а површина јој је око 14.414 хектара (35.620 хектара).
На свом северозападу шума грли свој мали истоимени град, а на северу и североистоку, иза Езе, лежи велика национална шума Laigue (Forêt Domaniale de Laigue). У близини је бројних општина, укључујући Бетизи Сен Пјер, Сен Совјер и други. На свом југу граничи се са шумом Halatte.

## Историја

### Примирја 1918. и 1940
Компијењска шума била је место примирја између савезника и Немачке које је окончало Први светски рат, 11. новембра 1918. Француски врховни командант маршал Фош сазвао је преговоре о примирју дубоко у шуми поред малог села Ретондес, у тајности, јер је желео да заштити састанак и од наметљивих новинара, као и да поштеди немачку делегацију од било каквих непријатељских демонстрација француских домаћина.
Током Другог светског рата у шуми је потписан други уговор којим је овај пут договорено примирје између Француске и нацистичке Немачке (22. јуна 1940). Са неодољивом жељом да понизи свог пораженог непријатеља, немачки диктатор Адолф Хитлер наредио је да предају треба примити на потпуно истом месту, чак и у истом железничком вагону, где су се Немци предали 1918. године.
- Фердинард Фош испред воза за примирје.
- Велики рат се завршава, 11. новембра 1918.
- Хитлер посматра статуу маршала Фоша, пре преговора, 21. јуна 1940.
- Други уговор у Компијењској шуми.